# Joe Lando

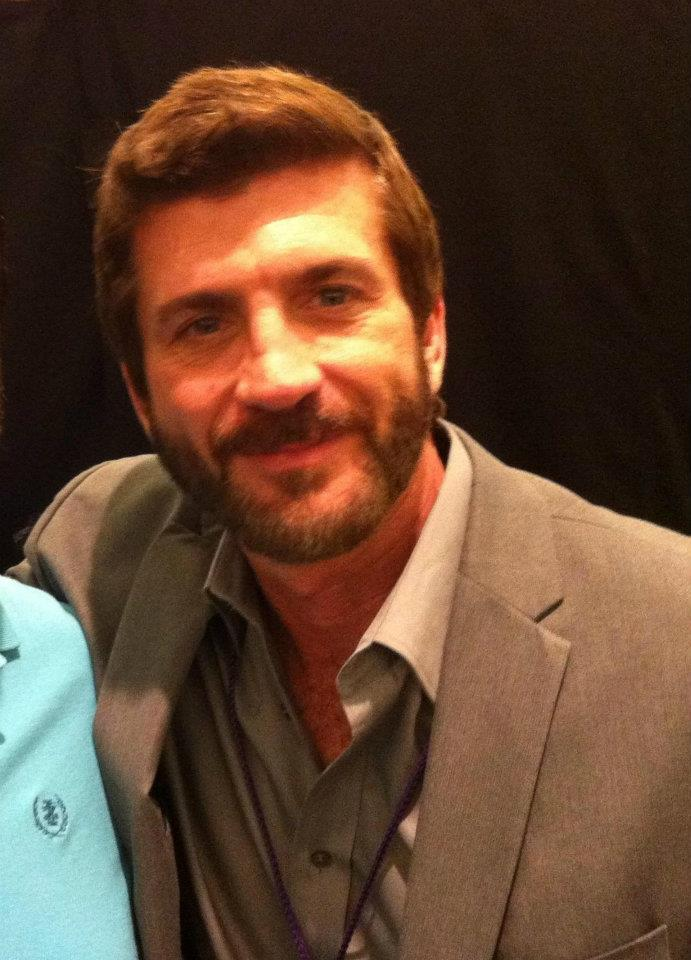
Joe Lando (2012)

Joseph John Lando, detto Joe (Prairie View, 9 dicembre 1961), è un attore statunitense.

## Biografia
Nato nell'Illinois, Lando lavorò inizialmente come cuoco in un ristorante di Hollywood, mentre studiava recitazione. Il suo primo ruolo da attore professionista fu quello di un poliziotto nel film Star Trek IV - Rotta verso la Terra; successivamente vestì i panni di Jake Harrison nella soap opera One Life to Live. Lando ottenne in seguito una grande popolarità interpretando la parte di Byron Sully, fidanzato e poi marito della dottoressa Michaela Quinn (interpretata da Jane Seymour) nella serie televisiva La signora del West.
L'attore è apparso, inoltre, nelle serie televisive Sentieri e Higher Ground (in quest'ultima anche come produttore esecutivo). Ha recitato anche nella serie NCIS - Unità anticrimine, nel ruolo del tenente commander Rob Clarke; interpretando Pete Ritter ha fatto parte della serie televisiva Wildfire. Nel 2004 è stato uno degli interpreti nel film Combustion.

## Vita privata
Ha quattro figli, avuti dalla moglie Kirsten che ha sposato nel 1997.

## Filmografia

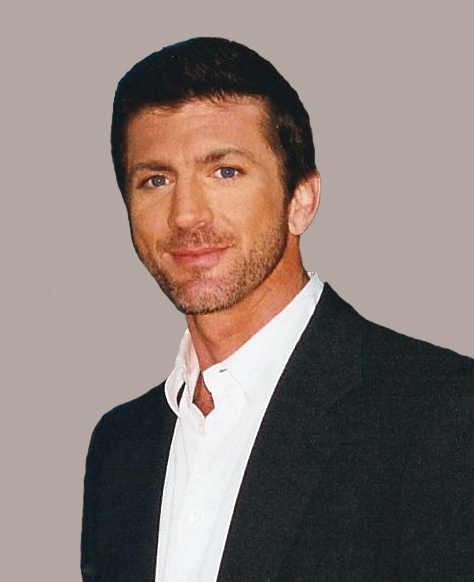
Joe Lando in un'immagine giovanile

### Cinema
- Star Trek IV - Rotta verso la Terra (Star Trek IV: The Voyage Home) (1986)
- Ti amerò… fino ad ammazzarti (1990)
- Un cuore diviso (1993)
- Costretti alla fuga (1997)
- Codice criminale (1998)
- Il filo del sospetto (1998)
- Higher Ground (2000)
- Tornado (2003)
- Scacco alla regina (2003)
- La diga della paura (2003)
- Summerland (2004)
- Combustion (2004)
- Sniper - Scontro totale (Sniper: Ultimate Kill), regia di Claudio Fäh (2017)

### Televisione

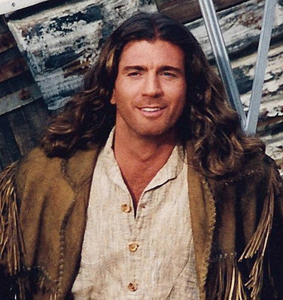
Joe Lando in una scena del telefilm La signora del West

- La signora del West – serie TV (1993-1998)
- La tata – serie tv (1995)
- Dr. Quinn - Il film (Dr. Quinn Medicine Woman: The Movie), regia di James Keach – film TV (1999)
- Combustión, regia di Kelly Sandefur – film TV (2004)
- La vendetta ha i suoi segreti (Engaged to Kill), regia di Matthew Hastings – film TV (2006)
- Melrose Place – serie TV (2010)
- NCIS - Unità anticrimine – serie TV, episodio 7x12 (2010)
- The Secret Circle – serie TV (2012) - John Blackwell
- Nella trappola dell'inganno (Layover), regia di R.D. Braunstein – film TV (2012)

## Doppiatori italiani
Nelle versioni in italiano delle opere in cui ha recitato, Joe Lando è stato doppiato da:
- Giorgio Bonino ne La signora del West, Dr. Quinn - Il film, Horizon
- Fabrizio Pucci in Shockwave - L'attacco dei droidi, The Secret Circle
- Francesco Prando ne La diga della paura
- Fabrizio Temperini in Combustión
- Stefano Benassi in Wildfire
- Gaetano Lizzio in NCIS - Unità anticrimine
- Gaetano Varcasia in Nella trappola dell'inganno
- Marco Balzarotti in Sniper - Scontro totale